# Dreistufenwirtschaft

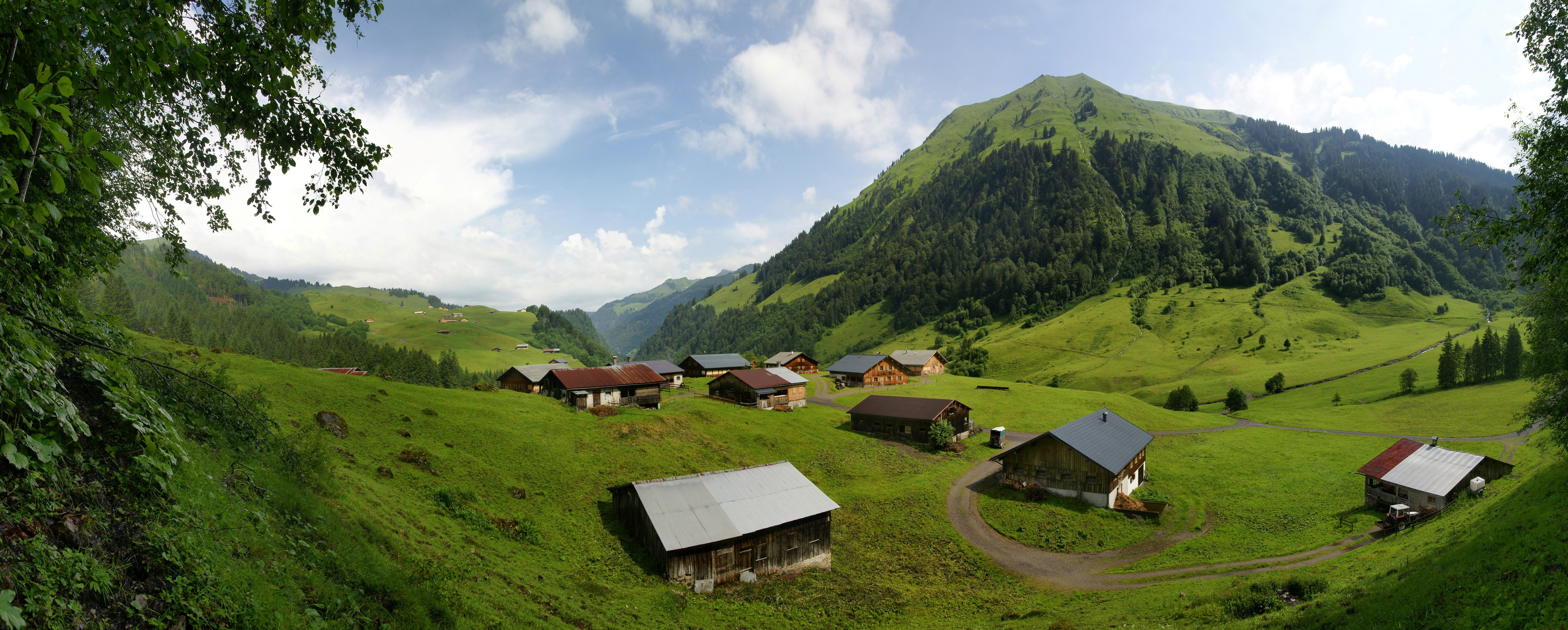
Alpdorf: Vorsäße Vorderhopfreben und Schalzbach, gegenüber Üntschenspitze, oberhalb der Baumgrenze die Hochalp Schoppernau, Vorarlberg

Die Dreistufenwirtschaft ist eine Form der Almwirtschaft im alpinen Raum, bei der der Almauftrieb zunächst auf eine mittlere  Höhenstufe erfolgt und das Vieh erst Ende Juni auf die Hochalpe getrieben wird. Die Stufen werden auch als Stafel bezeichnet, wobei dieser Begriff ein römisches Lehnwort ist und auf dem lateinischen stabulum u. a. für Stall beruht.

## Verbreitung
Die Dreistufenform der Almwirtschaft ist  vornehmlich in den Zentralen Alpen verbreitet, in Westösterreich, den Bayerischen Alpen, im Südtirol und Trentino, in den Schweizer Alpen und den französischen Hochalpen, dort, wo enger Talsiedlungsraum sich mit weiten hochmontanen Fluren findet.

## Ablauf
Die Bauern in den alpinen Regionen zogen mit ihrem Vieh dem Futter nach. Das heißt, sie wechselten mehrmals jährlich von einem Stall zum anderen.
| Die erste Stufe betrifft das Heimgut im Tal, das vom Frühling bis in den Herbst bewirtschaftet werden konnte und Vorrat für den Winter schaffen soll. Die dazugehörigen Almregionen werden Niederalm oder Niederleger genannt, das Vieh kann in der Hofstelle eingestallt werden. |  | Tieflage/Tallage Hügelland-/Mittelgebirgsstufe kollin/submontan Ökumene |
| Die Vorsäße oder Maisäße, Unterstafel (alemann.), Mittelalm (bair.), Niederleger (tir.) befinden sich auf etwa 1.500 Meter Seehöhe, etwa zwei Gehstunden über den Dauersiedlungen: Gehen im Tal die Futtervorräte zu Ende, treibt man das Vieh (Rinder, Pferde, Schafe, Ziegen) etwa Anfang Juni für etwa drei bis vier Wochen auf den Maisäß. Auch nach dem Hochalmbetrieb ist noch ein Nachgrasen am Vorsäß möglich, bis der eigentliche Almabtrieb stattfindet, und das Vieh dann endgültig Winterquartier in Tallagen findet. |  | Mittellage Gebirgsstufe (Montanstufe) submontan/montan Subökumene       |
| Vom Vorsäß wird das Vieh im Juni auf die Hochalpe/Hochalm, Oberleger, Oberstafel in Höhen von etwa 1600 bis 2000 Meter gebracht, womit die dritte Stufe erreicht ist. Während der Alpzeit (auch Sömmerung) werden teilweise die Wiesen auf dem Maisäß gemäht, in alpinen Lagen auch durch Wildheuen. Mitte September bis Mitte Oktober kam das Vieh wieder auf den Maisäß. |  | Hochlage Hochgebirgsstufe subalpin/alpin Anökumene                      |

Diese Form der Bewirtschaftung funktionierte jahrhundertelang und war lediglich eingeschränkt durch den Umstand, dass viele Menschen in der warmen Jahreszeit außerhalb des Tales ihrem Broterwerb nachgehen mussten und somit vor allem die weibliche Bevölkerung zurückließen.

## Wandel im 20. Jahrhundert
Ein tiefgreifender Wandel erfolgte im 20. Jahrhundert: Zum einen sollte die Landwirtschaft durch neue Erwerbszweige, die sich in der Nutzung der Wasserkraft und im aufkommenden Fremdenverkehr boten, stetig und statistisch deutlich belegt an Bedeutung verlieren. In manchen Gegenden der Schweiz, beispielsweise in der Innerschweiz, in Graubünden und im westlichen Berner Oberland war dieser Wandel weniger ausgeprägt und die Alpwirtschaft spielt bis heute noch eine wirtschaftliche und auch kulturelle Rolle und trägt auch wesentlich zur Landschaftspflege bei.
Auf der anderen Seite machte auch die Landwirtschaft selbst einen grundlegenden Wandel mit, welcher innerhalb kürzester Zeit einen gewaltigen Technisierungsschub verbunden mit Zeitersparnis und Verkürzung der Wege mit sich brachte. Weniger Landwirtschaft bedeutet, dass die landwirtschaftlichen Güter des Tales und jene der Alpen ausreichen. Der Technisierungsschub sowie die Verkürzung der Wege bedeutet, dass die noch gegebene Maisäßbewirtschaftung vom Tal aus durchgeführt werden kann.
Bis zur verkehrstechnischen Erschließung der Maisäßgebiete wurde die Milch an Ort und Stelle zu Butter und Käse verarbeitet, was sich vielerorts noch durch Inventar nachweisen lässt und sich gelegentlich noch heute so vorfindet.

## Regionales

### Österreich
In Österreich gibt es (Erfassung Almkataster 2007) etwa 2000 Niederalmen, 4500 Mittelalmen und 2400 Hochalmen. Dabei zeigen sich deutliche regionale Unterschiede: Die Dreistufenwirtschaft – oft noch mit einer vierten Stufe – ist nur in den Innenalpen ausgeprägt, während in den Randalpen aufgrund der fehlenden Höhenlagen, aber auch eine weiter hinaufreichenden Dauersiedlung im südalpineren Bereich eine reduzierte Zweistufenform vorherrscht. In Tirol, das gänzlich in den Innenalpen liegt, beträgt das Verhältnis Nieder-:Mittel-:Hochalmen etwa 1:3:3, was zeigt, dass viele Höfe keine ausgewiesenen Niederalmen haben, aber durchwegs beide Bergformen, während in Kärnten mit fehlender Hochlage der Niederen Tauern und Kargheit der Südlichen Kalkalpen mittelhohe Lagen 1:7:4 dominieren, ebenso in Vorarlberg mit seiner Kultur der Maiensässe (feste Almdörfer) 2:5:2, und in Salzburg, wo mit den Unterschieden von Voralpen, Kalk-, Schiefer- und Zentralalpen im Landesdurchschnitt ein Verhältnis bei 1:2:1 zu liegen kommt. In der Steiermark, am Südostrand der Alpen und in Oberösterreich, das hauptsächlich Anteil an den nördlichen Voralpen hat, beträgt das Verhältnis 3:3:1 respektive 17:8:1, also eine Niederstufenwirtschaft dominiert, wobei darunter nahezu keine Melkalmen sind (unter 10 %), der Großteil der Almen im Rahmen der Schwaigwirtschaft  also für Jungvieh genutzt wird.
| Anzahl der Almen          | Ktn   | NÖ | OÖ  | Sbg   | Stmk  | Tir   | Vlbg | AT ges. |
| ------------------------- | ----- | -- | --- | ----- | ----- | ----- | ---- | ------- |
| Anzahl der Almen          | 2.010 | 81 | 210 | 1.816 | 2.034 | 2.163 | 596  | 8.910   |
| davon Niederalmen         | 177   | 50 | 138 | 421   | 821   | 347   | 132  | 2.086   |
| Mittelalmen               | 1.168 | 29 | 64  | 948   | 915   | 994   | 321  | 4.439   |
| Hochalmen                 | 665   | 2  | 8   | 447   | 298   | 822   | 143  | 2.385   |
| davon Melkalmen insgesamt | 176   | 3  | 11  | 546   | 149   | 1.248 | 413  | 2.546   |

Im Burgenland und in Wien gibt es keine Almflächen
Quelle: Grüner Bericht 2008
Seit 2011 gehört die Dreistufenwirtschaft im Bregenzerwald zum Immateriellen Kulturerbe, wie es die UNESCO deklariert, auf der Österreichliste (Nationales Kulturgut). Sie zeichnet sich durch ihre besondere Eigenständigkeit innerhalb Österreich aus (die Herkunft dieser Form geht auf die schweizerischen Walser zurück), und ist dort noch vergleichsweise gut im Alltagsleben verankert.

## Medien
- Bergauf, Bergab. Dokumentarfilm, Hans Haldimann, CH 2008 – über einen Dreistufenbauernbetrieb im Kanton Uri